# SNES-Controller

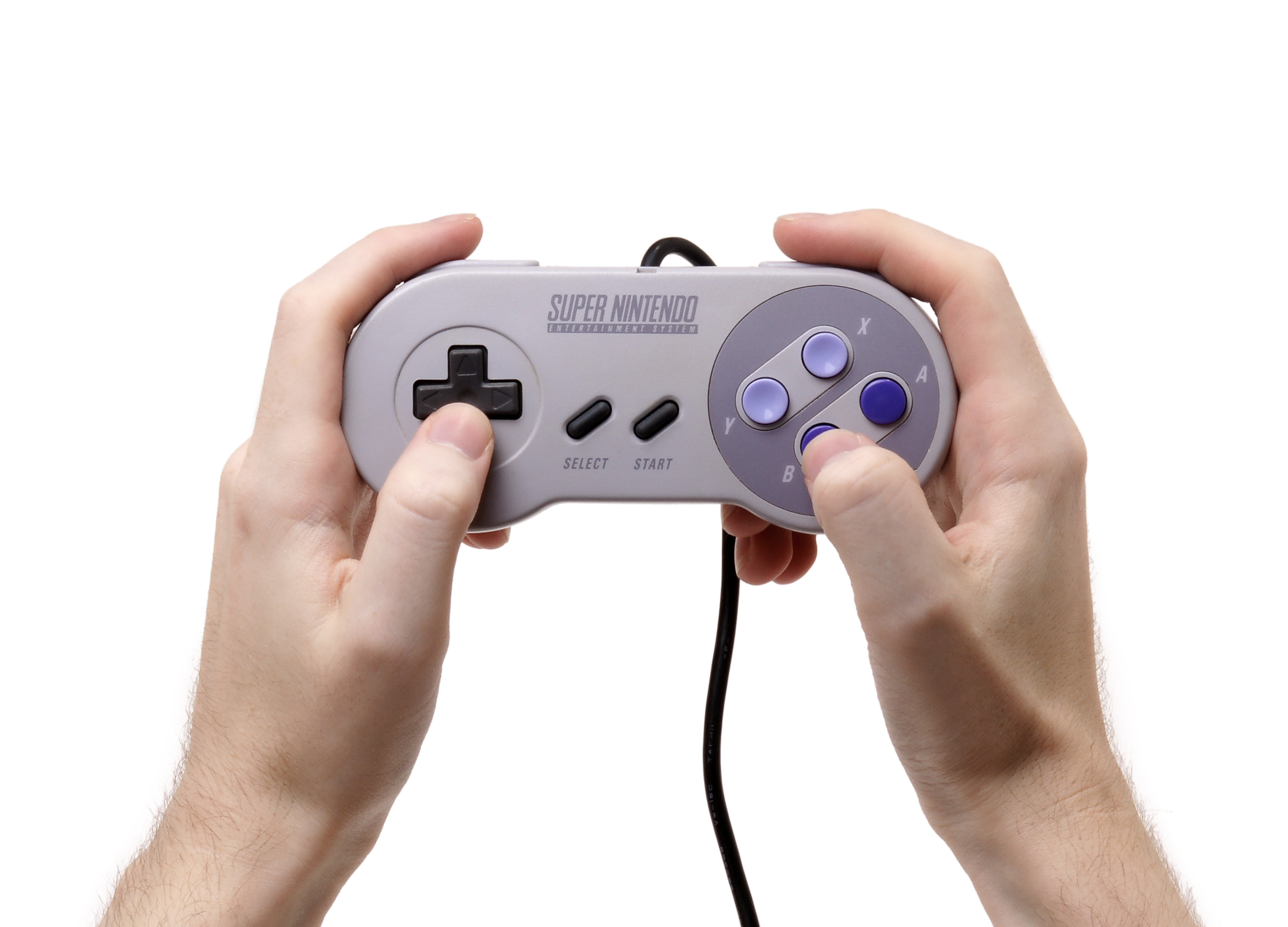
Haltung des SNES-Gamepad

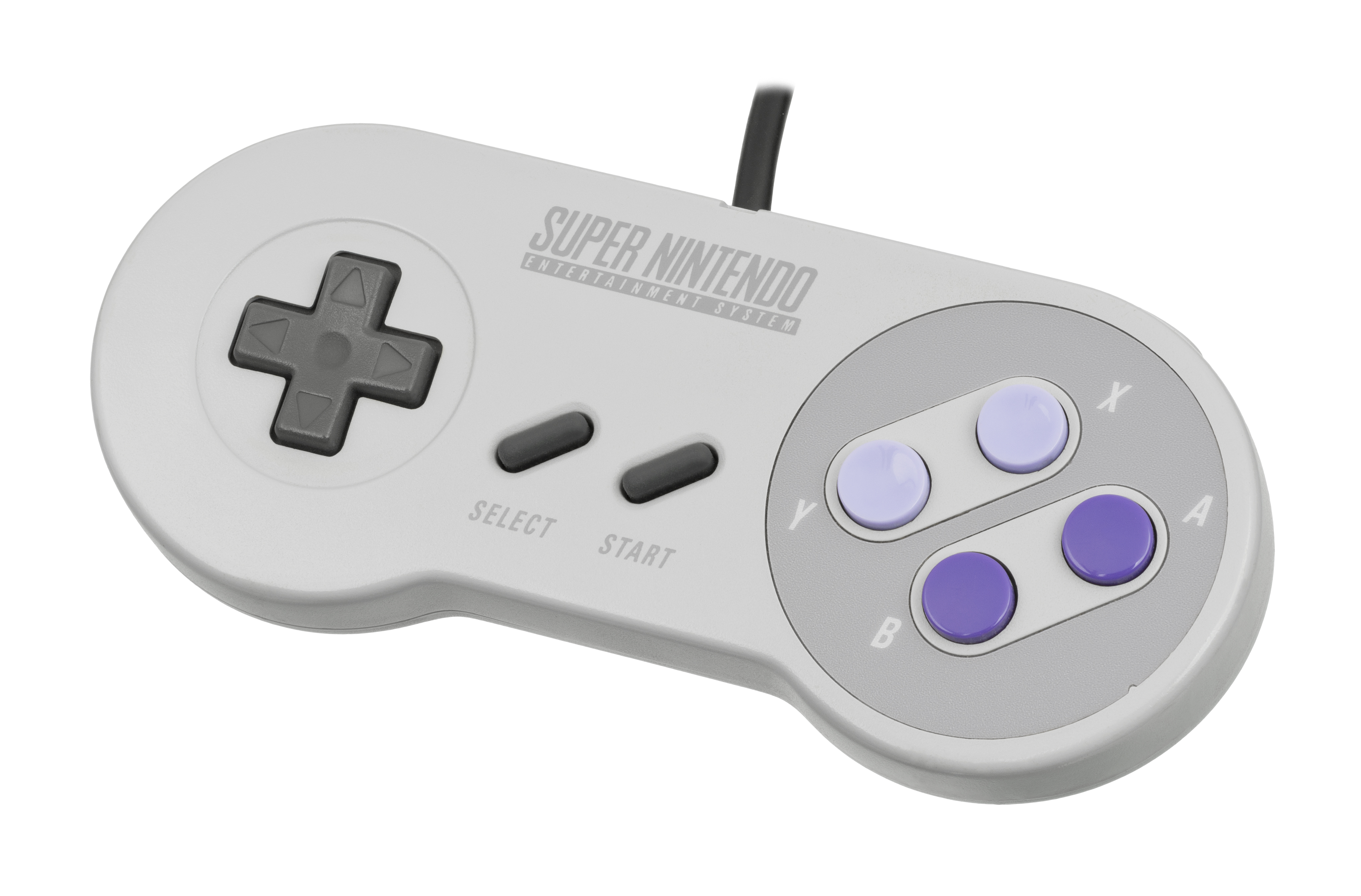
Ein nordamerikanischer SNES-Controller mit lilafarbenen konkaven Funktionstasten

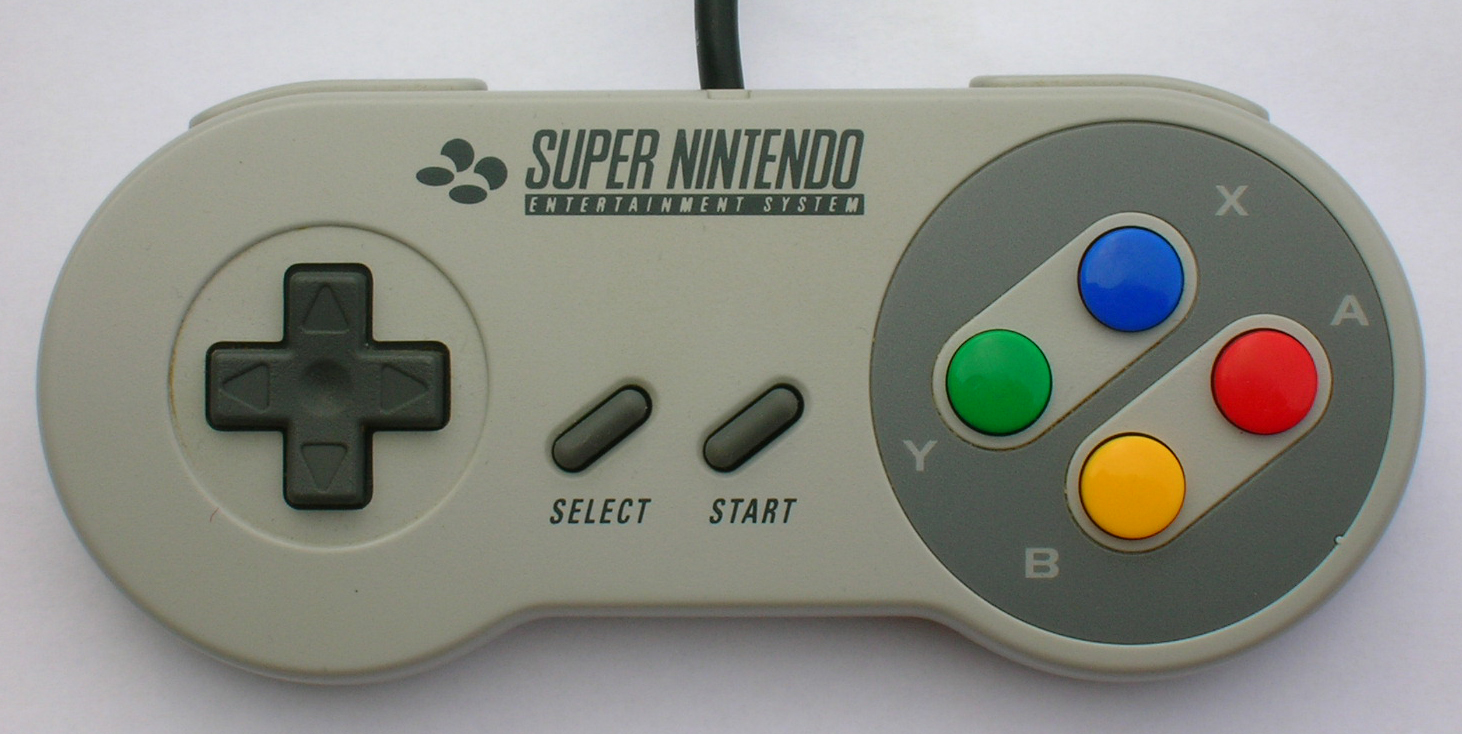
Ein europäischer SNES-Controller mit bunten konvexen Funktionstasten

Der Super-Nintendo-Entertainment-System-Controller (kurz meist SNES-Controller oder Super-NES-Controller genannt, in Japan als Super-Family-Computer-Controller, kurz Super-Famicom-Controller bekannt) ist das primäre Gamepad für das Super Nintendo Entertainment System (SNES) in den USA und Europa bzw. den Super Family Computer (Super Famicom) in Japan. Er wurde von dem japanischen Unternehmen Nintendo zeitgleich mit dem SNES am 21. November 1990 in Japan, am 13. August 1991 in Nordamerika, am 11. April 1992 in Europa und am 15. August 1992 in Deutschland veröffentlicht. Der nordamerikanische SNES-Controller ist der einzige, der über lilafarbene konkave statt bunte konvexe Funktionstasten verfügt.
Es können regulär maximal zwei Controller an ein SNES angeschlossen werden, mit einem Mehrspieleradapter wie dem Super Multitap können es bis zu fünf sein. Die Kabellänge des Gamecontrollers beträgt etwa 2,1 Meter. Vorgänger des SNES-Controllers ist der Nintendo-Entertainment-System-Controller (NES-Controller) des Nintendo Entertainment System (NES), Nachfolger ist der Nintendo-64-Controller des Nintendo 64 (N64). Der SNES-Controller führte erstmals Schultertasten ein, die viele spätere Gamecontroller, darunter der PlayStation-Controller und der Wii Classic Controller sowie die Gamepads der Dreamcast und Xbox, übernahmen.

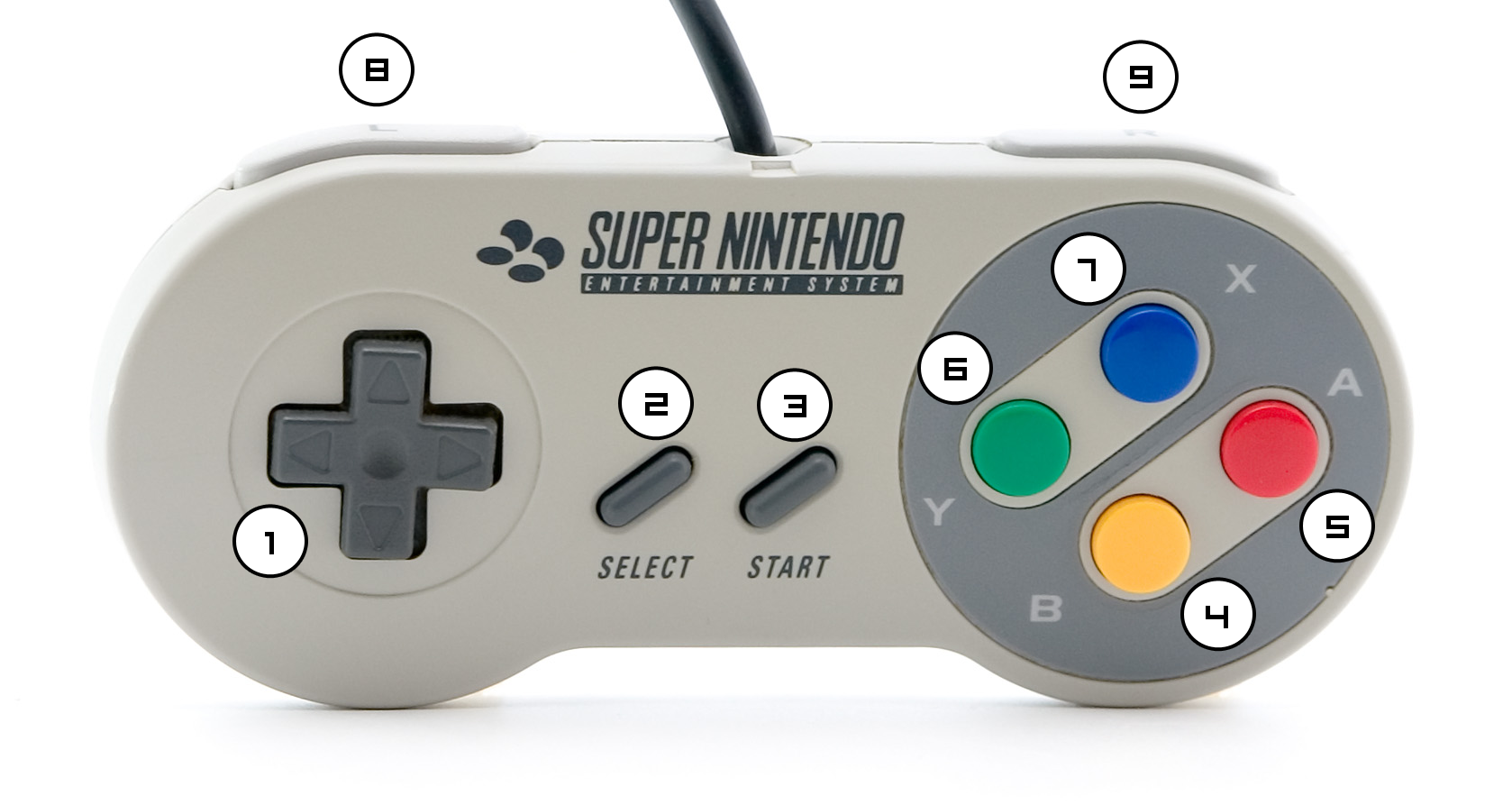
Steuerungselemente:
1. Steuerkreuz
2. Select-Taste
3. Start-Taste
4. B-Taste
5. A-Taste
6. Y-Taste
7. X-Taste
8. L-Taste
9. R-Taste